# Jean-Paul Hévin
Jean-Paul Hévin, né le 10 décembre 1957 à Méral (Mayenne), est un artisan chocolatier et chef pâtissier français.

## Biographie

### Jeunesse
Jean-Paul Hévin grandit en Mayenne, de père arboriculteur. Enfant, sa mère, qui aimait cuisiner, lui apprend à faire ses premiers plats. C'est à 13 ans qu'il s'essaie à la confection de gâteaux, commençant par de simples tartes. Le moment venu de choisir son métier, Jean-Paul Hévin décide de devenir électronicien. Un heureux hasard voudra qu'il abandonne cette option, s'y étant pris trop tard pour s'inscrire au lycée de sa région. Il choisit donc de s'orienter vers la pâtisserie et la chocolaterie, et s'inscrit au lycée technique Robert-Buron, à Laval, où il obtient son CAP quelques années plus tard,.

### Carrière
(novembre 2014).
Une fois son CAP obtenu, Jean-Paul Hévin monte à Paris où il travaille au prestigieux hôtel Intercontinental. Très vite, il se passionne pour le chocolat. En 1976 il entre à l’hôtel Nikko, et fait ses classes auprès de Joël Robuchon. Entre 1979 et 1984, il participe à de nombreux concours, et découvre progressivement le Japon, où il exercera par la suite au sein de la maison Peltier à Tokyo. Durant ces années, il multiplie les prix et récompenses diverses. À 26 ans, il obtient le premier prix international de la Chocolaterie et, trois ans après, en 1986, il reçoit le titre prestigieux de meilleur ouvrier de France, considéré comme la récompense la plus importante du métier.
De 1987 à 1990, il fait partie des invités de l'émission culinaire hebdomadaire Quand c'est bon ?... Il n'y a pas meilleur !  diffusée sur FR3 et animée par François Roboth .
En 1988, il ouvre sa première boutique, Le Petit Boulé, dans le 7e arrondissement de Paris (avenue de La Motte-Picquet). En 1990, il ouvre une boutique rue Vavin dans le 6e arrondissement et, en 1997, une boutique et un salon de thé rue Saint-Honoré.
En 1999, il crée des chocolats apéritifs au fromage (chèvre, roquefort, pont-l'évêque et époisses).
Au Japon, Jean-Paul Hévin est très connu,. En 2002, il y ouvre ses deux premières boutiques : à Tokyo et à Hiroshima. C'est aussi l'année où il lance Hévin2, sa ligne de prêt-à-croquer du chocolat. En 2004, le quotidien économique Nikkei Shinbun classe Jean-Paul Hévin no 1 des chocolatiers présents au Japon. De 2002 à 2008, six boutiques Jean-Paul Hévin ouvrent au Japon. En mars 2008, il ouvre une boutique à Hong Kong, suivies de deux autres, et une à Shanghai en janvier 2010. En 2014, la maison Hévin écoule 60 % de ses chocolats en Asie, dont trente tonnes au Japon.

## Concours et distinctions
Par ordre chronologique :
- 1979 : médaille d'or au concours gastronomique d'Arpajon.
- 1980 : premier prix Charles Proust.
- 1982 : premier prix coupe de France de la pâtisserie.
- 1983 : Premier prix international de la chocolaterie (aujourd'hui World Chocolate Masters).
- 1984 : Premier prix vase de Sèvres offert par le président de la République au concours gastronomique d'Arpajon.
- 1986 : meilleur ouvrier de France pâtisserie - confiserie.
- 2003 : le Club des croqueurs de chocolat attribue cinq tablettes à Jean-Paul Hévin dans son classement des chocolatiers de France.
- 2004 : le quotidien économique Nikkei Shinbun classe Jean-Paul Hévin no 1 des chocolatiers présents au Japon.
- 2005 : le macaron "Super Amer" au chocolat de Jean-Paul Hévin est élu meilleur macaron de Paris dans la catégorie « Classique ».
- 2005 : les macarons de Jean-Paul Hévin sont primés à nouveau.

## Livres de recettes
- Délices de Chocolat, éd. Flammarion, avril 2006
- Chocolat chaud, éd. du Chêne, octobre 2011
- Best of Jean-Paul Hévin, éd. Alain Ducasse, 2013